# Le Cannet
Le Cannet (in occitano Lo Canet, in italiano desueto Canneto) è un comune francese di 43 661 abitanti (2012) situato nel dipartimento delle Alpi Marittime della regione della Provenza-Alpi-Costa Azzurra.

## Storia
Così come La Bocca, Le Cannet era destinato ad essere nient'altro che un grande quartiere di Cannes, ma la storia andò in modo diverso. L'abbinamento tra i due luoghi entrò in crisi fin dal XVI secolo per le troppe differenze  che li separavano. I cannesi erano gente di città, con un porto, un tribunale, l'ospedale e una scuola dove si insegnava anche il latino. La gente di Le Cannet era ben lontana da tutto ciò, erano contadini e allevatori, coltivavano le vigne, gli olivi, i fichi e fiori per l'industria dei profumi. I rapporti tra Cannes e Le Cannet assomigliavano a quelli medievali di vassallaggio. Dopo varie vicende di rivendicazioni da una parte e resistenza dall'altra a mantenere lo status quo, il 9 agosto 1774 per ordine del Re, riunito in Consiglio, la parrocchia di Cannet en Provence viene considerata un corpo di comunità distinto da quello di Cannes e dal 29 gennaio 1777 Le Cannet è ufficialmente un comune libero.
Il pittore Pierre Bonnard vi acquistò una villa, denominata "Le Bosquet", nel 1926, casa dove trascorse molti periodi della sua vita con la compagna Marthe e dove morì nel 1947. Lo stesso fece il pittore Henri Lebasque qualche anno più tardi. Ambedue sono sepolti a Le Cannet.

## Società

### Evoluzione demografica
Abitanti censiti
È la quarta città delle Alpi Marittime per popolazione e la prima per densità (5603 ab./km² contro i 4766 ab./km² di Nizza) e questo ne fa il comune più urbanizzato del dipartimento.

## Amministrazione
| Periodo                                        | Nome                             | Partito politico | Qualifica                     |
| ---------------------------------------------- | -------------------------------- | ---------------- | ----------------------------- |
| 1777                                           | M. Charles Mallet                |                  |                               |
| 1778                                           | M. Jean-Baptiste Sardou          |                  |                               |
| 1779                                           | M. Pierre Augier                 |                  |                               |
| 1780                                           | M. François Castou               |                  |                               |
| 1781                                           | M. Jean-Joseph Mallet            |                  |                               |
| 1782                                           | M. Pierre Gazan                  |                  |                               |
| 1783                                           | M. Pierre-François ardisson      |                  |                               |
| 1784                                           | M. François Castou               |                  |                               |
| 1785                                           | M. Claude Stable                 |                  |                               |
| 1786                                           | M. Joseph Laye                   |                  |                               |
| 1787                                           | M. Jérôme Bernard                |                  |                               |
| 1788                                           | M. Antoine Calvi                 |                  |                               |
| 1789                                           | M. Pierre Castou                 |                  |                               |
| 1790                                           | M. Jean-Baptiste Sardou          |                  |                               |
| 1791                                           | M. Joseph Laye                   |                  |                               |
| Anno VII                                       | M. Jacques Dany                  |                  |                               |
| 1805                                           | M. Charles Malet                 |                  |                               |
| 1816                                           | M. Henri Bernard                 |                  |                               |
| 1819                                           | M. François Fioupiou             |                  |                               |
| 1822                                           | M. Pierre-François Sardou        |                  |                               |
| 1823                                           | M. Pierre-François Sardou Causse |                  |                               |
| 1830                                           | M. Honoré Calvi                  |                  |                               |
| 1831                                           | M. Jacques Bertrand              |                  |                               |
| 1835                                           | M. Jean-Antoine Pérrissol        |                  |                               |
| 1838                                           | M. Joseph Bernard                |                  |                               |
| 1840                                           | M. Joseph Sardou Sardou          |                  |                               |
| 1843                                           | M. Jacques Fioupiou              |                  |                               |
| 1844                                           | M. Jean-François Ardisson        |                  |                               |
| 1845                                           | M. Jean-Antoine Pérrissol        |                  |                               |
| 1868                                           | M. Auguste Cavasse               |                  |                               |
| 1875                                           | M. Antoine Fioupiou              |                  |                               |
| 1876                                           | M. Auguste Bornol                |                  |                               |
| 1881                                           | M. Jérôme Czernicki              |                  |                               |
| 1881                                           | M. Pierre Devaye                 |                  |                               |
| 1884                                           | M. Joseph Berthe                 |                  |                               |
| 1888                                           | M. Alexis Bernard                |                  |                               |
| 1895                                           | M. Dieudonné Pérrissol           |                  |                               |
| 1900                                           | M. Gustave Calvi                 |                  |                               |
| 1912                                           | Cdt. Albert Robert               |                  |                               |
| 1919                                           | M. Pierre Carlin                 |                  |                               |
| 1925                                           | M. Joseph Point                  |                  |                               |
| 1928                                           | M. Joseph Marius Vidal           |                  |                               |
| 1932                                           | M. Maurice Jeanpierre            |                  |                               |
| 1935                                           | M. Georges Vallet                |                  |                               |
| 1935                                           | M. François Rebuffel             |                  |                               |
| 1941                                           | M. André Martinet                |                  |                               |
| 1944                                           | M. Yves Buffet                   |                  |                               |
| 1945                                           | M. François Rebuffel             |                  |                               |
| 1945                                           | M. Gaston Ducros                 |                  |                               |
| marzo 1977                                     | M. Pierre Bachelet               | RPR              |                               |
| marzo 1983                                     | M. Pierre Bachelet               | RPR              | Deputato delle Alpi marittime |
| marzo 1989                                     | M. Pierre Bachelet               | RPR-UDF          | Deputato delle Alpi marittime |
| marzo 1995                                     | Mme Michèle Tabarot              | UDF              |                               |
| marzo 2001                                     | Mme Michèle Tabarot              | DL               | Deputato delle Alpi marittime |
| 2017                                           | Yves Pigrenet                    | LR               |                               |
| I dati anteriori al 1777 non sono disponibili. |                                  |                  |                               |